# Lake Villa (Illinois)
Lake Villa es una villa ubicada en el condado de Lake en el estado estadounidense de Illinois. En el Censo de 2010 tenía una población de 8741 habitantes y una densidad poblacional de 482,82 personas por km².

## Geografía
Lake Villa se encuentra ubicada en las coordenadas 42°25′3″N 88°4′57″O / 42.41750, -88.08250. Según la Oficina del Censo de los Estados Unidos, Lake Villa tiene una superficie total de 18.1 km², de la cual 16.02 km² corresponden a tierra firme y (11.5%) 2.08 km² es agua.

## Demografía
Según el censo de 2010, había 8741 personas residiendo en Lake Villa. La densidad de población era de 482,82 hab./km². De los 8741 habitantes, Lake Villa estaba compuesto por el 86.23% blancos, el 3.94% eran afroamericanos, el 0.21% eran amerindios, el 5.01% eran asiáticos, el 0% eran isleños del Pacífico, el 2.57% eran de otras razas y el 2.05% pertenecían a dos o más razas. Del total de la población el 8.17% eran hispanos o latinos de cualquier raza.